# Хюсрев бей
Гази Хюсрев бей или Гази Хюсрев бег (на османски турски: غازى خسرو بیگ; на турски: Gazi Hüsrev Bey) е османски бей от XVI век, ефективен военен стратег и голям благодетел на Сараево, столицата на днешна Босна и Херцеговина.

## Завоевания
Роден е в Сяр в семейството на баща бошняк и майка туркиня, дъщеря на султан Баязид II. Хюсрев бей започва редица кампании от Босна срещу враговете на империята, които по това време са Венеция, Унгария и остатъците от босненското кралство. За по-малко от 3 години Хюсрев бей завладява крепостите Книн, Скрадин и Островица. На 15 септември 1521 година е назначен за босненски санджак бей и става един от най-доверените хора на султан Сюлейман I.
Хюсрев бей продължава със завоевателната си кампания и в 1525 година завладява последната босненска столица Яйце, както и важния град Баня Лука в Крайна. В ръцете на Хюсрев бей падат крепостите Гребен, Сокол, Езеро, Винац, Върбаски град, Ливач, Каматин, Бочац, Удбина, Врана, Модруч и Пожега.

## Строежи
Хюсрев бей превръща основания от Иса бей Исакович Сараево в истински град. Построява известната Гази Хюсрев бей джамия, Султанската джамия и много други джамии в града. Хюсрев бей строи и първата библиотека, медресе, училище за суфистка философия, часовникова кула и други важни обществени сгради.
Гази Хюсрев бей продължава да води битки до смъртта си през 1541 година по време на въстанието на аристокрацията на Черна гора. Той умира в малко черногорско село на име Мокро в Дробняци. Тялото му е отнесено в Сараево и погребано в тюрбе в двора на неговата джамия.